# Idioma hixkaryána
El hixkaryána o hishkariana es una lengua indígena de la familia caribe, hablado por algo más de 500 personas del río Nhamundá, un afluente del río Amazonas en Brasil. Es uno de los pocos idiomas naturales conocidos que usa la secuencia de palabras de Objeto Verbo Sujeto, y podría haber sido el primer tal idioma descrito (por lingüista Desmond C. Derbyshire).
Además, la secuencia de palabras en oraciones subordinadas es Sujeto Objeto Verbo. Como la mayoría de los otros idiomas con objetos que preceden al verbo, es postposicional.

## Fonología
Hixkaryána tiene los fonemas consonantes siguientes:
|                 | Labial | Labial | Alveolar | Alveolar | Postalveolar or palatal | Postalveolar or palatal | Velar | Glotal |  |
| --------------- | ------ | ------ | -------- | -------- | ----------------------- | ----------------------- | ----- | ------ |  |
| Nasal           | m      | m      | n        | n        | ɲ                       | ɲ                       |       |        |  |
| Oclusiva        | p      | b      | t        | d        | tʃ                      | ɟ                       | k     |        |  |
| Fricativa       | ɸ      | ɸ      | s        | s        | ʃ                       | ʃ                       |       | h      |  |
| Vibrante simple |        |        | ɾ        | ɾ        | ɽˡ                      | ɽˡ                      |       |        |  |
| Aproximante     |        |        |          |          | j                       | j                       | w     |        |  |

- /ɽˡ/ es una vibrante simple retrofleja lateral.
- La ortografía se usa como: /tʃ ɟ/ = <tx dy>; /ɸ ʃ/ = <f x>; /ɲ/ = <ny>; /ɽˡ/ = <ry>; /j/ = <y>.

Las vocales son /e/, /ɯ/, /u/, /ɔ/, y /æ/, escrito <e>, <ɨ>, <u>, <o>, y <a>.

## Gramática
En Hixkaryána, los argumentos se indexa en el verbo mediante prefijos de persona. Estos prefijos forman un patrón inverso en lo que el argumento más alto de la jerarquía 2o > 1o > 3o se indexa en el verbo. Si el objeto de un verbo transitivo excede el subjeto según esta jerarquía, el prefijo O apropiado se usa; si no, un prefijo A se usa.
| Prefijos A | Prefijos A | Prefijos O | Prefijos O  |
| 1A         | /ɨ-        | 1O         | r(o)        |
| 2A         | m(ɨ)-      | 2O         | o(j)-/a(j)- |
| 1+2A       | t(ɨ)-      | 1+2O       | k(ɨ)-       |
| 3A         | n(ɨ)-/j-   |            |             |

Verbos intransitivos toman prefijos en su mayoría similar a los prefijos transitivos más arriba. El número gramatical del argumento se indexa en el verbo mediante sufijos portmanteau que combinan tiempo, aspecto, modo, y número.
En la mayoría de los casos, el prefijo de persona determina inequívocamente cuál de los argumentos es el sujeto y cuál el objeto. Cuando tanto el sujeto como el objeto están en tercera persona, sin embargo, el prefijo de persona no es adecuado para determinar completamente la identidad de los argumentos. En estas situaciones, por tanto la secuencia de palabras es crucial para determinar sus identidades. En el ejemplo más abajo, "toto yonoye kamara" no se puede significar SVO "el hombre comió el jaguar"; el significado OVS -- "el jaguar comió al hombre" -- es lo único posible.
Hixkaryána tiene Objeto Verbo Sujeto como secuencia de palabras.
| toto                         | yonoye | yonoye | yonoye           | kamara |
| toto                         | y-     | ono    | -ye              | kamara |
| persona                      | 3SG-   | comer  | -DIST.PAST.COMPL | jaguar |
| "El jaguar comió al hombre." |        |        |                  |        |

Sin embargo, los objetos indirectos siguen los sujetos:
| bɨryekomo                                     | yotahahono | yotahahono | yotahahono | yotahahono | wosɨ  | tɨnyo     | wya |
| bɨryekomo                                     | y-         | otaha      | -ho        | -no        | wosɨ  | tɨnyo     | wya |
| niño                                          | 3SG-       | golpear    | -CAUS      | -IMM.PAST  | mujer | su-marido | por |
| "La mujer hace que su marido golpee al niño." |            |            |            |            |       |           |     |